# Népi Toll Versenye
Népi Toll Versenye – A MADOSZ népi radikalizmusát képviselő Erdélyi Magyar Szó kezdeményezése a paraszt és munkás olvasók írásbeliségének kifejlesztésére. Az 1939-1940-es kísérlet Táncsics Mihály 1848-as Munkások Újsága c. lapja nyomán indult el, és sikerült nemcsak őszintén rávilágítania a népélet nehéz körülményeire, hanem a Gaál Gábor-féle Korunk által annak idején hirdetett valóságirodalom mellé sorakoztatni nem egy újonnan jelentkezőt.
1940-ben Temesvárt Méliusz József fejlesztette tovább a Népi Toll Versenye módszerét A nép ír c. értékelésével, majd az 1944-től Brassóban meginduló Népi Egység, az MNSZ napilapja biztatta megszólalásra a népi toll versenyzőit Dalol a nép c. rovatában. Bár a szocialista pártállam torzulásai során egyre több akadály korlátozta az őszinte népi vallomásokat, a munkáslevelezők írásbeliségéből hovatovább a magyar önismeret egyik jellegzetes műfaja alakult ki.
Ezek a kísérletek segítették felszínre kerülni a sajtó, a könyvkiadás hozzájárulásával számos munkás, paraszt, kisiparos tollforgató önéletrajzait és mozgalmi emlékezéseit. A kezdeti Népi Toll Versenye elindította Bonczos István szépírói, Kovács István emlékírói pályáját, ezt folytatták Veress Pál, Kurkó Gyárfás, Tamási Gáspár emlékezései, és előzményei voltak Győri Klára, Kocsis Rózsi, Zsigmond Erzsébet és mások népi élettörténeteinek.